# 聖戴維區 (多米尼克)
聖戴維區是中美洲國家多米尼克的10個行政區之一，位於該國東部，北毗聖安德魯區，東接加勒比海，南鄰聖帕特里克區，西臨聖喬治區、聖保羅區和聖約瑟夫區，面積131.6平方公里，2001年人口6,789。

## 聚居地
卡斯爾布魯斯為該區的最大聚居地。其包括土著社區加勒比人領地，人口約3,000人，由7個村鎮組成。其他聚居地包括：
- 格朗丰（英语：Grand Fond）
- 羅莎莉
- 古德霍普
- 小苏弗里耶尔
- 里维耶尔西里克
- 莫尔纳朗
- 圣索沃尔
- 加勒比人領地
  - 巴塔卡
  - 薩利比亞
- 阿特金森
- Antrizle